# Міжнародні рейтинги Албанії
Це міжнародні рейтинги в Албанії.

## Культура
- За рейтингами журналу «Newsweek» Албанія зайняла 57 місце з 100 країн в рейтингу кращих країн світу[1].

## Демографія
- Населення. Станом на 2016 рік посідає 137-ме місце зі 196 країн.
- Тривалість життя. Станом на 2016 посідає 37-ме місце зі 183 країн.

## Економіка
- Індекс економічної свободи. Станом на 2012 рік посідає 57-ме місце зі 179 країн.
- Індекс легкості ведення бізнесу. Станом на 2017 рік посідає 58-ме місце зі 190 країн.
- Індекс людського розвитку з корекцією нерівності. Станом на 2015 рік посідає 55-те місце зі 151 країн.
- Індекс свободи торгівлі. Станом на 2016 рік посідає 10-те з 179 країн.[2]
- Індекс фіскальної свободи.Станом на 2016 рік посідає 35-те місце з 179 країн.[3]
- Індекс грошової свободи. Станом на 2016 рік посідає 49-те місце з 181 країни.[4]
- Індекс соціального прогресу. Станом на 2015 рік посідає 52-ге місце з 150 країн.
- Індекс недієздатності держав. Станом на 2016 рік посідає 54-те місце з 178 країн.
- Індекс конкурентоспроможності. Станом на 2016—2017 роки посідає 80-те місце із 138 країн.
- ВВП (Номінальний) на душу населення у 2009 посіла 98-ме місце з 180 країн.
- ВВП (Номінальний). Станом на 2009 рік посідає 113-те місце з 179 країн.
- Валютні резерви. Станом на 2016 рік посідає 101-ше місце з 188 країн.

## Освіта
- Індекс освіти. Посіла 77-ме місце з 181 країни.
- Програма Міжнародної оцінки учнів 2015 року:
  - Математика посіла 56-те з 74.
  - Природничі науки посіли 52-ге місце з 74.
  - Читання посіло 62-ге місце з 74.
- За Рівнем грамотності станом на 2015 рік займає 20-те місце з 190 країн.

## Середовище
- За даними Єльського Університету станом на 2015 рік зайняла 24-те місце з 146 країн за індексом екологічної стійкості
- Індекс екологічної ефективності. Станом на 2012 рік займає 15-те місце з 132 країн.
- За даними Південно-Тихоокеанського комітетету Прикладної Земельної науки і програми ООН з навколишнього середовища: посідає 158-ме місце з 234 країн за індексом вразливості навколишнього середовища.

## Військові
- За даними Інституту економіки та миру світовий показник спокою станом на 2016 рік посіла 54-те місце з 163 країн[5]

## Політика
- Індекс сприйняття корупції. Станом на 2015 рік посідає 83-тє місце з 167 країн.
- Індексі свободи преси. Станом на 2016 рік посідає 82-ге місце з 180 країн.
- Індекс демократії. Станом на  2015 рік посідає 81-ше місце з 167 країн.

## Релігія
- У рейтингу країн з найбільшою мусульманською спільнотою посідає 37-ме місце[6].

## Суспільство
- За даними університету Лейчестера станом на 2006 рік  посідає 157-ме місце з 178 країн за Індексом задоволеності життям.
- За даними  Фонду нової економіки станом на 2009 рік посідає 54-те місце з 143 країн за Міжнародним індексом щастя.
- За даними Всесвітнього економічного форуму станом на 2015 рік посідає 70-те місце з 140 країн за гендерною нерівністю.

## Спорт
- Рейтинг ФІФА був найвищим 22 серпня 2015 року.

## Туризм
- За даними Всесвітньої туристичної організації не потрапила в топ-50 країн за туристичними відвідуваннями
- За даними Всесвітнього економічного форуму станом на 2009 рік посідає 90-те місце з 133 країн за конкурентоспроможністю подорожей та туризму.
[7]

## Технологія
- Список країн за числом інтернет-користувачів. Станом на 2011 рік посідає 99-те місце з 193 країн.